# 赫梅利夫卡河
赫梅利夫卡河（烏克蘭語：Хмелівка），是烏克蘭的河流，位於該國東北部蘇梅州，屬於蘇拉河的支流，發源自阿夫拉緬科韋西部，流經羅姆內區，河道全長32公里，流域面積168平方公里。